# I cavalli di Troia
| Recensione              | Giudizio |
| ----------------------- | -------- |
| Dizionario del Pop-Rock |          |

I cavalli di Troia è un album del cantautore Paolo Pietrangeli, pubblicato dall'etichetta discografica I dischi del sole nel 1975.

## Tracce

### LP
Lato A
Testi e musiche di Paolo Pietrangeli.
1. Anni Settanta nati dal fracasso – 12:20
2. Allegra canzone – 1:18
3. Fanfan – 4:25

Lato B
Testi e musiche di Paolo Pietrangeli.
1. Petrolio tu – 3:25
2. Cinema – 4:20
3. Musica musica – 4:48
4. La notte in cui mi tolsi l'armatura – 3:10
5. I cavalli di Troia – 2:40

## Musicisti
- Paolo Pietrangeli – voce, chitarra
- Giovanna Marini – celesta, chitarra, pianoforte
- Giovanna Marini – arrangiamenti (brani della facciata A e brani 1, 2 e 3 della facciata B)
- Paolo Ciarchi – chitarra, effetti vocali
- Paolo Ciarchi, Alberto Ciarchi Renato Rivolta – arrangiamenti (brani 4 e 5 della facciata B), chitarra, flauto, pianoforte, sassofono soprano, effetti e rumori
- Renato Rivolta – chitarra, flauto traverso
- Attilio Donadio – clarino, sassofono contralto
- Riccardo Luppi – organo Eminent
- Luciano Biasutti – tromba
- Rodolfo Meledandri – trombone
- Mario Morosini – oboe
- Sergio Almangano – violino
- Franco Rossi – violoncello
- Luigi Del Carmine – contrabbasso
- Ernesto Villa – contrabbasso
- Gianni Cazzola – batteria

Note aggiuntive
- Registrazioni e mixaggi effettuati presso gli studi "Cinemusic" e "G.R.S." di Milano
- Montaggio effettuato da Franco Coggiola presso l'istituto Ernesto De Martino di Milano
- Giovanna Marini e Piero Santi – note retrocopertina album[2]